# Diệt chủng

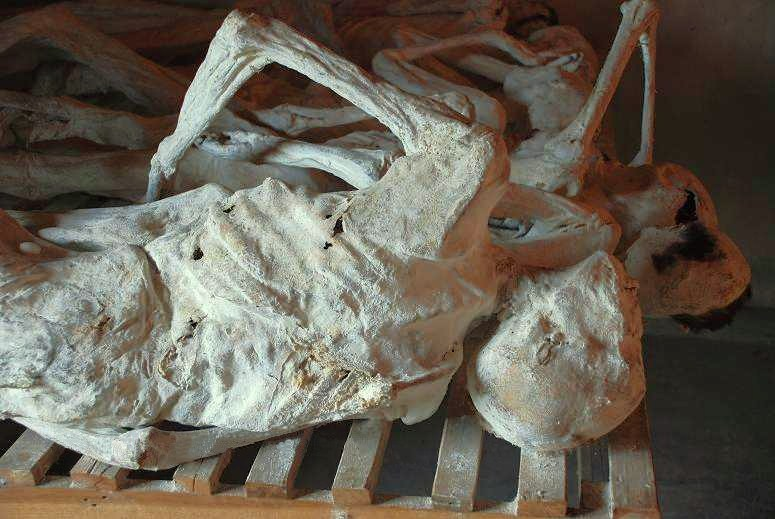
Nạn nhân diệt chủng Rwanda

Diệt chủng (tiếng Anh: Genocide) là sự tiêu diệt một phần, hoặc toàn bộ một cộng đồng con người. Raphael Lemkin lần đầu tiên sử dụng thuật ngữ này vào năm 1944, kết hợp hai từ trong tiếng Hy Lạp là γένος (genos, có nghĩa là chủng tộc, con người) và tiền tố tiếng Latin -caedo (giết hại)
Năm 1948, Công ước về Ngăn ngừa và Trừng phạt tội Diệt chủng của Liên Hợp Quốc định nghĩa diệt chủng là một trong năm "hành động với mục đích tiêu diệt một bộ phận hoặc toàn bộ cộng đồng, một quốc gia, một chủng tộc, sắc tộc hoặc một nhóm tôn giáo; bao gồm: giết người trong nhóm, hãm hại về mặt sức khỏe thể chất/tâm lý, hạn chế điều kiện sống nhằm tiêu diệt, ngăn chặn việc sinh sản và tách biệt trẻ em ra khỏi nhóm bị diệt chủng. Nạn nhân của diệt chủng không được lựa chọn ngẫu nhiên mà bị nhắm tới do là một thành viên của nhóm bị diệt chủng, hoặc nhận thức được họ là một phần của nhóm đó.
Lực lượng đặc nhiệm chống Bất ổn chính trị đã thống kê có 43 cuộc diệt chủng xảy ra từ năm 1956 tới 2016, gây ra cái chết cho 50 triệu người. Cao ủy Liên Hợp Quốc về người tị nạn cho rằng con số vượt hơn 50 triệu người, do có nhiều cuộc xung đột còn diễn ra cho tới năm 2008. Diệt chủng, hay đặc biệt là diệt chủng quy mô lớn được cho là tiêu biểu cho tội ác mà con người có thể gây ra.

## Những cuộc diệt chủng đã xác định
Những cuộc diệt chủng nổi tiếng hiện đã xác định gồm có:
- Diệt chủng người da đỏ: Theo một ước tính, khoảng 95 triệu tới 114 triệu người da đỏ bản xứ đã bị tiêu diệt trong hơn 300 năm lãnh thổ Bắc Mỹ bị người da trắng xâm chiếm để lập nên nước Mỹ[8]
- Diệt chủng Circassia: Một loạt các chiến dịch diệt chủng, trục xuất, thanh trừng và đàn áp người Circassia từ mảnh đất quê hương Circasia vốn là dân đa số trải dài từ Biển Đen cho tới khắp Bắc Kavkaz[9] gây ra 400.000[10] - 600.000 hoặc 1.500.000 người bị chết và trục xuất[11].
- Diệt chủng Namibia: Tháng 5/2021 Nhà nước Đức thừa nhận "đau khổ lớn gây ra cho các nạn nhân" với khoảng 65.000 người Herero và ít nhất 10.000 người Nama đã bị giết hại hồi thế kỷ 19. Nước Đức xác nhận "trách nhiệm lịch sử và đạo đức", và tuyên bố sẽ bồi thường cho Namibia vì những "hành động tàn bạo" đã gây ra.[12][13][14]
- Diệt chủng Armenia 1915 - 1917, khoảng 1 triệu người Armenia bị quân đội của Đế quốc Ottoman giết chết.
- Holocaust, khoảng 4 - 6 triệu người Do Thái bị Đức Quốc xã giết hại
- Diệt chủng Bangladesh tổng số người thiệt mạng do chiến dịch Đèn pha của Tây Pakistan (Pakistan) có thể lên tới 1,5 triệu người[15]
- Diệt chủng Campuchia là cuộc diệt chủng mà chế độ Khmer Đỏ (Khmer Rouge) do Pol Pot lãnh đạo, thực hiện tại Campuchia từ giữa năm 1975 đến 1979. Các ước tính cho thấy có từ 500.000 đến 3.000.000 người đã chết trong cuộc diệt chủng này.[16]
- Diệt chủng Bosnia: Xảy ra vào tháng 7, 1995, đã có 8000 bé trai và đàn ông bị giết chết ở trong và xung quanh thị trấn Srebrenica.
- Diệt chủng người Kurd: Trong cuộc xung đột Iraq - Kurd vào năm 1986, giới lãnh đạo Iraq bắt đầu một chiến dịch diệt chủng người Kurd, ước tính có khoảng 50.000-200.000 thương vong.
- Diệt chủng Rwanda: Vụ giết người hàng loạt do chính quyền Rwanda do đa số người Hutu lãnh đạo nhắm tới sắc tộc Tutsi ở nước này. Ước chừng 500.000 tới 1.000.000 người Rwanda bị giết trong 100 ngày diễn ra.

## Những cuộc tàn sát còn tranh cãi
- Thảm sát người Ba Lan ở Volhynia và Đông Galicia, xảy ra hồi Chiến tranh thế giới thứ 2, do lực lượng dân tộc chủ nghĩa người Ukraina thực hiện [17][18][19].